# Eugénio de Castro
Eugénio de Castro e Almeida (n. 4 martie 1869 — d. 17 august 1944) a fost un poet portughez. Promotor al simbolismului, lirica sa se caracterizează prin bogăția versurilor și prin înglobarea unor motive clasice, horațiene, folclorice și din miturile naționale.

## Opera
- 1884: „Întrupările morții” (Cristalizações da Morte);
- 1884: „Cântece de aprilie” (Canções de Abril”);
- 1885: „Iisus din Nazareth” (Jesus de Nazareth);
- 1888: „Orele triste” (Horas Tristes);
- 1896: „Salomé și alte poeme” (Salomé e Outros Poemas);
- 1897: „Regele Galaor” (O Rei Galaor);
- 1899: „Doruri celeste” (Saudades do Céu);
- 1907: „Inelul lui Policrate” (O Anel de Polícrates);
- 1908: „Izvorul satiricului” (A Fonte do Sátiro);
- 1929: „Egloge” (Éclogas);
- 1938: „Ultimele versuri” (Últimos Versos).